# پولک‌پوست بزرگ
پولک‌پوست بزرگ (نام علمی: Manis gigantea) نام یک گونه از سرده پولک‌پوست است.